# Aflorimentul de lângă orașul Taraclia
Aflorimentul de lângă orașul Taraclia este un monument al naturii de tip geologic sau paleontologic în raionul Taraclia, Republica Moldova. Este amplasat la sud de orașul Taraclia de-a lungul pantei stângi a vâlcelei, ocolul silvic Taraclia, Taraclia-II, parcela 20, subparcela 1. Are o suprafață de 4,1 ha. Obiectul este administrat de Gospodăria Silvică de Stat Cahul.